# Salève
El Salève es una montaña de los Prealpes situada en el departamento de Haute-Savoie, en Francia. A pocos kilómetros se encuentra la ciudad suiza de Ginebra.
En el Salève se distinguen varias zonas: los Picos (les Pitons), el Gran Salève (Grand Salève) y el Pequeño Salève (Petit Salève). Culmina a 1380 metros en el Gran Pico (Grand Piton). Se puede acceder a sus cumbres mediante un teleférico desde 1932, reconstruido en 1983 y que alcanza los 1120 metros. El Salève se extiende desde la comuna francesa de Etrembières, al norte, hasta el puente colgante de la Caille al sur. 
El flanco oriental del Salève subduce bajo la molasa de la meseta de Bornes, mientras que la vertiente situada frente a Ginebra, liberada por la erosión, es abrupta. La presencia o ausencia de vegetación subraya la estructura de las capas calcáreas. La montaña también posee numerosas gargantas estrechas y profundas, como la "Grande Varappe". Es por tanto un importante centro para la práctica de la escalada.

## Origen
De origen fluvial, el valle de Monnetier, que separa el Pequeño del Gran Salève, se formó debido al Arve que, en su época preglaciar, cerró el pliegue del Salève. Finalmente se escapó rodeando el Pequeño Salève por el noreste. Mientras, el movimiento ascendente del pliegue continuó, lo que explicaría la considerable altitud del valle.

## Turismo
Lugar de ocio por excelencia para los ginebrinos debido a su proximidad con la ciudad (hasta tal punto que a menudo se habla de la Montaña de los Ginebrinos), el Salève ofrece una magnífica panorámica sobre la aglomeración de Ginebra, el Lago Léman, la parte sur del Jura, los Prealpes, el Lago de Annecy y el Mont-Blanc. Se practica la escalada, la marcha, ciclismo de montaña, parapente, ala delta, aeromodelismo, e incluso esquí en el puerto de la Croisette.